# Hurley (New York)
Hurley ist eine Town des Ulster County im US-amerikanischen Bundesstaat New York.

## Geographie
Hurley liegt auf 41°55'27" nördlicher Breite und 74°3'42" westlicher Länge und befindet sich 80 Kilometer südlich von Albany und 120 Kilometer nördlich von New York City. Der Hudson River fließt in der Nähe im Osten der Stadt. Die östlichen Stadtteile werden vom Interstate 87-Highway tangiert.

## Geschichte
Die Gegend des heutigen Hurley wurde seit Jahrhunderten von den Esopus, einem Indianerstamm der Lenni Lenape bewohnt. 1662 erreichten holländische Geschäftsleute die Region und gründeten auf Anregung von Peter Stuyvesant eine Siedlung neben dem Ort Wiltwijk (dem späteren Kingston). Die neue Siedlung erhielt zunächst den Namen Nieu Dorp (Neues Dorf). In den Esopus-Kriegen griffen die Indianer 1663 Nieu Dorp an, da sie sich von den Neuankömmlingen rücksichtslos behandelt fühlten, zerstörten Häuser und nahmen Frauen und Kinder als Geiseln, die später jedoch wieder freigelassen wurden. Nachdem die Engländer die Region übernommen hatte, wurde Nieu Dorp in „Hurley“ umbenannt, da Vorfahren der Familien Lovelace, die auch zwei Gouverneure der Provinz New York stellten, aus der Stadt Hurley in England stammten. Anfang der 1700er Jahre begannen die Einwohner mit verstärkter landwirtschaftlicher Nutzung der Region, gründeten mehrere kleinere Betriebe und errichteten massive Häuser (stone houses). Daraufhin kamen weitere Siedler in den Ort. Im Jahre 1777 entwickelte sich Hurley zu einem militärischen Hauptquartier der Briten und wurde kurzzeitig Regierungssitz der Provinz New York. Nach dem Bürgerkrieg wurden Kalksteinvorkommen entdeckt und es etablierte sich eine Zementindustrie. Außerdem wurde ein Kupfersulfat enthaltendes Gestein, der so genannte „Blue Stone“ verarbeitet. Diese Industrie produzierte bis etwa zum Jahre 1900. Es folgten Zeiträume mit wechselnden wirtschaftlichen Erfolgen.
Heute ist Hurley eine eher ruhige Wohngegend mit einem alten Zentrum und größeren Zuckermaisfarmen in der Umgebung. Die meisten der historischen stone houses befinden sich in Privatbesitz, werden aber am jährlich stattfindenden „Stone House Day“ für die Öffentlichkeit zugänglich gemacht.

## Demografische Daten
Das U.S. Census Bureau hat bei der Volkszählung 2020 eine Einwohnerzahl von 6.178 ermittelt.

## Persönlichkeiten
- Sojourner Truth (* um 1797 in Hurley; † 1883 in Battle Creek, Michigan), freigelassene Sklavin, Abolitionistin, Frauenrechtlerin und Wanderpredigerin